# Ann Hutchinson
Ann Hutchinson (New York, 3 novembre 1918 – Londra, 9 aprile 2022) è stata una ballerina e coreografa statunitense, esperta a livello internazionale della notazione Laban. Visse e lavorò a Londra per gran parte della sua vita.

## Biografia
Studiando in Europa, scoprì negli anni '30 il sistema di notazione della danza di Rudolf Laban alla Folkwanschule di Essen diretta da Kurt Jooss. Acquisì una solida esperienza di ballerina e notatrice lavorando sulle coreografie di Jerome Robbins, Antony Tudor, George Balanchine e Doris Humphrey.
Cofondatrice del Dance Notation Bureau (DNB, a New York) nel 1940, fondò poi Language of Dance Centre (LODC), a Londra nel 1967.
Il suo lavoro permise di recuperare alcuni balletti come La Vivandière di Arthur Saint-Léon o L'Après-midi d'un faune di Vaslav Nijinski.
Sposò lo storico della danza Ivor Guest e da allora (anni '80) firmò le sue opere come Ann Hutchinson Guest.

## Opere
- Labanotation, Londra, Phoenix House, 1954, con l'introduzione di Rudolf Laban. Seconda edizione: New York, New Directions Books, 1957, con la prefazione di George Balanchine. Terza edizione: Labanotation: The System of Analyzing and Recording Movement, New York, Theatre Arts Books, 1970 ISBN 0-415-96562-4.
- Fanny Elssler «Cachucha», New York, Theater Arts ISBN 0-87830-575-0; Londres, Dance Books, 1981 ISBN 0-903102-59-5.
- Your move. A new approach to the study of movement and dance, New York, Londres, Gordon and Breach, 1983 ISBN 0-677-06350-4
- Dance notation. The process of recording movement on paper, Londres, Dance Books, 1984 ISBN 0-903102-75-7.
- La Vivandière. Pas de six, Londres, Routledge, 1995 ISBN 2-88124-990-6.
- Choreographics. A comparison of dance notation systems from the Fifteenth Century to the present, Londres, Routledge, 1998 ISBN 90-5700-003-2